# 竹内稔浩
竹内 稔浩（たけうち としひろ 1961年 - ）は、日本のミュージシャン。福井県
- 現在越前市のレストラン「ジャムハウス」を経営しており越前市のご当地グルメボルガライスを精力的に発信している。

| スタブアイコン | サブスタブ | この項目は、まだ閲覧者の調べものの参照としては役立たない、音楽関係者（バンド等）に関連した書きかけの項目です。この項目を加筆・訂正などしてくださる協力者を求めています（P:音楽/PJ:芸能人）。 |

| スタブアイコン | サブスタブ | この項目は、まだ閲覧者の調べものの参照としては役立たない、歌手に関連した書きかけの項目です。この項目を加筆・訂正などしてくださる協力者を求めています（P:音楽/PJ:芸能人）。 |